# Satirikon

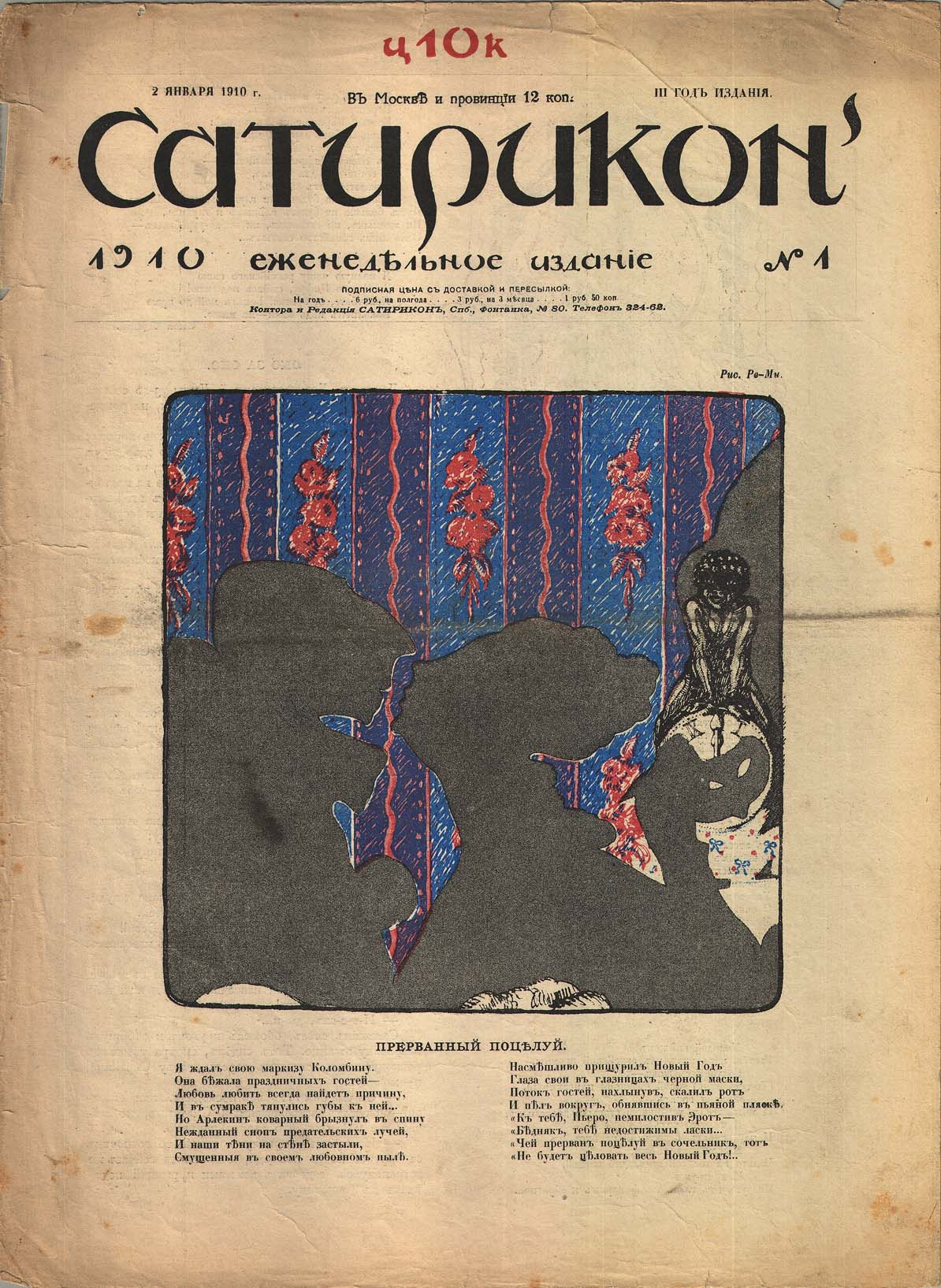
Titelseite einer Ausgabe von 1910

Satirikon war eine satirische Wochenzeitschrift, die von 1908 bis 1914 in Sankt Petersburg erschien. Die Zeitschrift übte Kritik an der Regierung sowie an konservativen und reaktionären Kräften in der Gesellschaft. Ein Teil der Mitarbeiter gründete 1913 die Zeitschrift Nowy Satirikon, diese bestand bis 1918.
Zu den Autoren beider Publikationen gehörten Leonid Andrejew, Arkadi Awertschenko, Isaak Babel, Ilja Ehrenburg, Alexander Grin, Alexander Kuprin, Wladimir Majakowski, Ossip Mandelstam, Samuil Marschak, Lew Nikulin, Alexei Radakow, Teffi und Alexei Tolstoi. Für die künstlerische Gestaltung sorgten u. a. Boris Anisfeld, Konstantin Korowin und Boris Kustodijew.